# Coëtmieux
Coëtmieux (bret. Koedmaeg) – miejscowość i gmina we Francji, w regionie Bretania, w departamencie Côtes-d’Armor.
Według danych na rok 1990 gminę zamieszkiwało 1236 osób, a gęstość zaludnienia wynosiła 154 osoby/km² (wśród 1269 gmin Bretanii Coëtmieux plasuje się na 495. miejscu pod względem liczby ludności, natomiast pod względem powierzchni na miejscu 909.).